# Сьвйонтковиці (Куявсько-Поморське воєводство)
Сьвйонтковиці (пол. Świątkowice, нім. Dankstett) — село в Польщі, у гміні Барухово Влоцлавського повіту Куявсько-Поморського воєводства.
Населення — 281 особа (2011).
У 1975-1998 роках село належало до Влоцлавського воєводства.

## Демографія
Демографічна структура станом на 31 березня 2011 року:
|          | Загалом | Допрацездатний вік | Працездатний вік | Постпрацездатний вік |
| -------- | ------- | ------------------ | ---------------- | -------------------- |
| Чоловіки | 128     | 24                 | 89               | 15                   |
| Жінки    | 153     | 30                 | 86               | 37                   |
| Разом    | 281     | 54                 | 175              | 52                   |